# Haga, Enköpings kommun
Haga är en tätort i  Enköpings kommun.
Haga ligger vid Haga slott, några kilometer söder om Enköping och nära Svinnegarnsvikens norra ände där Enköpingsån mynnar i Mälaren. På andra sidan Enköpingsån ligger villaområdet Bredsand. Länsväg C 500 går från riksväg 55 till Haga. Orten har även ett tegelbruk (Haga tegelbruk).

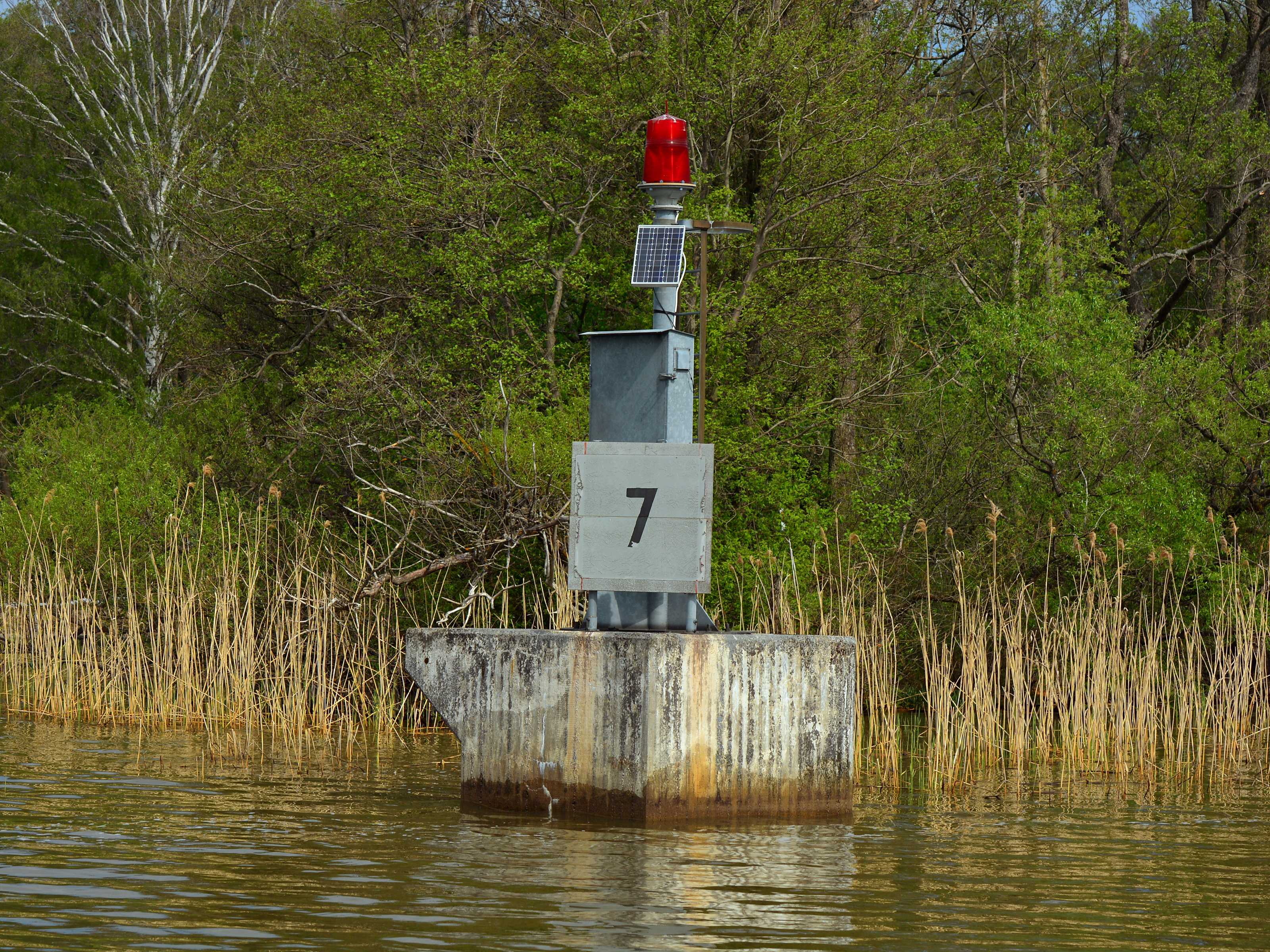
Haga fyr visar vägen till Enköpingsåns utlopp i Mälaren.

## Befolkningsutveckling
| Befolkningsutvecklingen i Haga 1995–2020 | Befolkningsutvecklingen i Haga 1995–2020 | Befolkningsutvecklingen i Haga 1995–2020 | Befolkningsutvecklingen i Haga 1995–2020 | Befolkningsutvecklingen i Haga 1995–2020 |
| ---------------------------------------- | ---------------------------------------- | ---------------------------------------- | ---------------------------------------- | ---------------------------------------- |
|                                          |                                          |                                          |                                          |                                          |
| År                                       |                                          |                                          | Folkmängd                                | Areal (ha)                               |
| 1990                                     | 1990                                     |                                          | 273                                      | 37#                                      |
| 1995                                     | 1995                                     |                                          | 252                                      | 45                                       |
| 2000                                     | 2000                                     |                                          | 250                                      | 38                                       |
| 2005                                     | 2005                                     |                                          | 236                                      | 38                                       |
| 2010                                     | 2010                                     |                                          | 257                                      | 38                                       |
| 2015                                     | 2015                                     |                                          | 235                                      | 34                                       |
| 2020                                     | 2020                                     |                                          | 295                                      | 37                                       |
| Anm.: Ny tätort 1995 # Som småort.       |                                          |                                          |                                          |                                          |